# Herchies (Frankrijk)
Herchies is een gemeente in het Franse departement Oise (regio Hauts-de-France) en telt 598 inwoners (1999). De plaats maakt deel uit van het arrondissement Beauvais.

## Geografie
De oppervlakte van Herchies bedraagt 4,4 km², de bevolkingsdichtheid is 135,9 inwoners per km².
De onderstaande kaart toont de ligging van Herchies (Frankrijk) met de belangrijkste infrastructuur en aangrenzende gemeenten.

## Demografie
Onderstaande figuur toont het verloop van het inwonertal (bron: INSEE-tellingen).

## Verkeer
- In de gemeente ligt spoorwegstation Herchies.